# Zakariás Éva (kozmetikusmester)
Zakariás Éva, asszonyneve: Vizi Éva (? – 2021) kozmetikus, sminkmester.

## Élete
Férje Vizi Sándor fodrászmester. Vízi Éva nevéhez fűződik a sminkversenyek létrehozása. Az első versenyt Miskolcon rendezték meg. 
Egy alkalommal egyik vendége azzal a feltétellel vállalta el az Estée Lauder hazai cégének vezetését, ha Vízi Éva vezetheti a kozmetikát. Az Estée Lauder hazai cégének a kozmetikai vezetője lett, ami a szakma csúcsát jelentette.
Több külföldi sminkversenyen szerzett hírnevet. 1977-ben a Párizsban kétévente megrendezett sminkvilágversenyen 57 pályamű közül tízet fogadott el a zsűri, közte Vizi Éváét. A verseny témája a tenger volt, Lantos Piroska volt a modellje, itt a francia és az amerikai kozmetikus után a harmadik helyezést érte el.
Ennek is volt köszönhető, hogy a Divat Fodrász Szövetkezet új kozmetikai szalonjában, Molnár Dánielnével közösen elsőként foglalkoztak teljes testkozmetikával. 
1985-ben, Bécsben, a Miss Európa-választáson dobogóra került Tóth Ritának a legmegfelelőbb sminket választotta ki, aki a harmadik helyezést érte el. 
Munkássága során, több mint 30 évet töltött a szakmájában, különböző lapokban, például az Ez a Divatban is, és adott sminkelési ötletet, tanácsot.